# Cantone di Nouzonville
Il Cantone di Nouzonville era una divisione amministrativa dell'arrondissement di Charleville-Mézières.
A seguito della riforma approvata con decreto del 21 febbraio 2014, che ha avuto attuazione dopo le elezioni dipartimentali del 2015, è stato soppresso.

## Composizione
Comprendeva i comuni di:
- Gespunsart
- Joigny-sur-Meuse
- Neufmanil
- Nouzonville